# Stoke, Havant
Stoke är en by i Havant i Hampshire i England. Byn är belägen 36 km 
från Winchester. Orten har 1 320 invånare (2016).